# 스파이더맨 2
《스파이더맨 2》(영어: Spider-Man 2)은 샘 레이미가 감독한 2004년 미국의 슈퍼히어로 영화이다. 2002년에 개봉한 전작의 속편으로 "피터 파커/스파이더맨" 역할에는 토비 매과이어와 "메리 제인 왓슨" 역할에는 커스틴 던스트, "해리 오스본" 역할에는 제임스 프랭코, 새로운 악당 "오토 옥타비우스 박사/닥터 옥토퍼스" 역할에는 앨프리드 몰리나가 출연했다. 각본은 엘빈 사전트가 새롭게 합류하였고, 원안(스토리)에는 앨프리드 고프, 마일스 밀러, 마이클 셰이본이 참여했다.
이 영화는 2004년 6월 30일에 개봉되어, 전세계에서 7억 8,376만 6,341 달러의 흥행 수익을 벌어들였다. 미국 아카데미상에서는 최우수 시각효과상을 수상했고, 새턴상에서는 최우수 판타지 영화작품상과 샘 레이미 감독은 최우수 감독상을 수상했다.

## 줄거리
스파이더맨이 된 지 2년 후, 피터 파커는 사랑하는 사람인 메리 제인 왓슨과 가장 친한 친구인 해리 오스본과 멀어지고 메이 숙모가 퇴거 위기에 처해 있음을 알게 된다. 그는 종종 생명을 위협하는 상황에서 일시적이지만 반복적으로 자신의 능력을 상실하는 고통을 겪는다. 현재 오스코프의 유전 및 과학 연구 부서의 책임자인 해리는 피터와 친구가 되고 멘토가 되는 핵 과학자 오토 옥타비우스의 융합 전력 프로젝트를 후원하고 있다. 위험 물질을 취급하는 동안 옥타비우스는 인공 지능을 갖춘 강력한 로봇 촉수 팔 하네스를 착용한다.
피터와 해리가 참석하는 공개 시연 중에 전력 스파이크로 인해 핵융합로가 불안정해진다. 옥타비우스는 원자로 폐쇄를 거부하는데, 이는 치명적이라 아내를 죽이고 팔을 신경계로부터 차단하는 억제제 칩을 태운다. 스파이더맨으로서 피터는 가까스로 실험을 종료했다. 병원에서 의사들은 옥타비우스의 하네스를 외과적으로 제거할 준비를 한다. 억제제 칩이 없으면 팔은 지각력이 있고 의사를 죽임으로써 스스로를 방어한다. 그 후 옥타비우스는 항구로 피신한다. 이제 무기의 AI에 의해 타락한 그는 실험을 다시 시도하기로 결정하고 자금을 조달하기 위해 은행을 털었다. 데일리 버글은 과학자를 "닥터 옥토퍼스"라고 불렀다.
메리 제인은 버글의 편집장 J. 조나 제임슨의 아들인 우주 비행사 존 제임슨과 약혼한다. 피터는 자신의 삶의 균형을 잡을 수 없다는 감정적 붕괴를 겪고 있으며, 그 결과 스트레스로 인해 자신의 힘이 박탈된다. 그는 스파이더맨을 그만두고 평범한 삶으로 돌아가 메리 제인과 화해를 시도한다. 그는 또한 마침내 메이 숙모에게 벤 삼촌의 죽음에 대한 진실을 고백한다. 메이 숙모는 그를 용서하지만 도시의 범죄율이 증가하면서 피터를 걱정시킨다.
원자로에 연료를 공급하기 위해 동위 원소 삼중 수소가 필요한 옥타비우스는 해리를 방문하여 요구한다. 해리는 여전히 아버지의 죽음에 책임이 있다고 믿는 스파이더맨과 교환하는 데 동의한다. 그는 옥타비우스에게 해리가 스파이더맨의 친구라고 믿는 피터를 찾으라고 말하지만 피터를 해치지 말라고 말한다. 옥타비우스는 피터를 찾아 스파이더맨을 찾으라고 말하고 메리 제인을 붙잡는다. 그녀의 위험은 피터의 힘으로 이어지고 그는 옥타비우스를 쫓는다.
싸움 가운데 그들은 뉴욕시 지하철 열차에 떨어진다. 옥타비우스는 그것을 방해하고 피터를 떠나 탈선 열차를 구한다. 옥타비우스는 이제 약해진 피터를 붙잡아 해리에게 전달한다. 해리는 스파이더맨을 죽일 준비를 하지만 가면을 쓴 피터를 보고 충격을 받는다. 피터는 해리가 갈등을 제쳐두고 그를 옥타비우스의 은신처로 안내하도록 설득한다. 핵 반응이 도시를 위협하기 시작하면서 그들은 다시 전투를 벌이다. 피터는 자신의 정체를 밝히고 옥타비우스를 설득하여 더 큰 이익을 위해 자신의 꿈을 포기하도록 한다. 옥타비우스는 촉수에게 복종하라고 명령하고 실험을 파괴하기 위해 자신을 희생한다. 메리 제인은 피터의 실제 정체를 알아보고 함께 할 수 없다고 말한다.
한편 해리는 거울에 비친 아버지의 환영을 보고 해리가 자신의 죽음에 대한 복수를 간청하지만 해리는 피터를 해치려 하지 않는다. 분노한 해리는 거울을 부수고 부주의하게 아버지의 그린 고블린 장비가 있는 비밀 방을 드러낸다. 결혼식 날 메리 제인은 제단에 있는 존을 버리고 피터의 아파트로 달려간다. 키스 후 경찰 사이렌 소리가 들리고 메리 제인은 그에게 스파이더맨으로 도움을 요청한다.

## 출연
- 토비 매과이어 - 피터 파커 / 스파이더맨 역
- 제임스 프랭코 - 해리 오스본 역
- 커스틴 던스트 - 메리 제인 왓슨 역
- 앨프리드 몰리나 - 오토 옥타비우스 박사 / 닥터 옥토퍼스 역
- 로즈메리 해리스 - 메이 숙모 역
- J. K. 시먼스 - 조나 제임슨 역
- 테드 레이미 - 호프먼 역
- 도나 머피 - 로절리 옥토퍼스 역
- 대니얼 길리스 - 존 제임슨 역
- 딜런 베이커 - 커트 역
- 윌럼 더포 - 노먼 오스본 / 그린 고블린 역
- 브루스 캠벨 - 스누티 어셔 역
- 엘리자베스 뱅크스 - 베티 브랜트 역
- 빌 넌 - 로비 역
- 버네사 페를리토 - 루이스 역
- 아시프 맨드비 - 아지즈 역
- 클리프 로버트슨 - 벤 파커 역
- 그레그 에들먼 - 데이비스 역
- 매지나 토바 - 어설라 역
- 켈리 코넬 - 아이작스 역
- 대니얼 대 김 - 레이먼드 역
- 에밀리 데이셔넬 - 접수원 역
- 제이슨 파이어오티즈 - 헨리 역

## 수상 및 후보 정보
| 상                                                   | 날짜             | 부문                                          | 후보자/수상자                                                                                                 | 결과 |
| ---------------------------------------------------- | ---------------- | --------------------------------------------- | --- | ---- |
| 미국 아카데미상                                      | 2005년 2월 27일  | 최우수 음향편집상                             | 폴 N.J. 오토손                                                                                                | 후보 |
| 미국 아카데미상                                      | 2005년 2월 27일  | 최우수 음향믹싱상                             | 케빈 오코널, 그레그 P. 러셀, 제프리 J. 하보스, 조지프 가이징거                                                | 후보 |
| 미국 아카데미상                                      | 2005년 2월 27일  | 최우수 시각효과상                             | 존 다익스트라, 스콧 스토크디크, 앤서니 라모리나라, 존 프레이저                                                | 수상 |
| 미국 영화 연구소                                     | 2005년           | 올해의 영화상                                 | 스파이더맨 2                                                                                                  | 수상 |
| BMI 영화 앤 TV 어워드                                | 2005년 5월 18일  | BMI 영화 음악상                               | 대니 엘프먼                                                                                                   | 수상 |
| 영국 아카데미상(BAFTA)                               | 2005년 2월 12일  | 최우수 스페셜 시각효과 업적상                 | 존 다익스트라, 스콧 스토크디크, 앤서니 라모리나라, 존 프레이저                                                | 후보 |
| 영국 아카데미상(BAFTA)                               | 2005년 2월 12일  | 최우수 사운드상                               | 폴 N.J. 오토손, 케빈 오코널, 그레그 P. 러셀, 제프리 J. 하보스                                                 | 후보 |
| 영국 아카데미상(BAFTA)                               | 2005년 2월 12일  | 올해의 오렌지 영화상                          | 스파이더맨 2                                                                                                  | 후보 |
| 크리틱스 초이스 영화상(미국 방송 영화 비평가 협회상) | 2005년 1월 10일  | 최우수 가족 영화상                            | 스파이더맨 2                                                                                                  | 후보 |
| 크리틱스 초이스 영화상(미국 방송 영화 비평가 협회상) | 2005년 1월 10일  | 최우수 인기 영화상                            | 스파이더맨 2                                                                                                  | 수상 |
| 시네마 오디오 소사이어티 어워드(영화 오디오협회상)   | 2005년 2월 19일  | 최우수 음향믹싱상                             | 케빈 오코널, 그레그 P. 러셀, 제프리 J. 하보스, 조지프 가이징거                                                | 후보 |
| 엠파이어상                                           | 2005년 3월 13일  | 남우주연상                                    | 토비 매과이어                                                                                                 | 후보 |
| 엠파이어상                                           | 2005년 3월 13일  | 감독상                                        | 샘 레이미 | 수상 |
| 골든 트레일러 어워드                                 | 2004년 5월 25일  | 2004 여름 블록버스터상                        | 스파이더맨 2                                                                                                  | 후보 |
| 휴고상                                               | 2005년 8월 7일   | 장편 부분 최우수 각본상                       | 스파이더맨 2                                                                                                  | 후보 |
| 런던 영화 비평가 협회상                              | 2005년 2월 9일   | 올해의 남우조연상                             | 앨프리드 몰리나                                                                                               | 후보 |
| MTV 무비 어워드                                      | 2005년 6월 4일   | 최고의 액션 시퀀스상                          | 스파이더맨 2                                                                                                  | 후보 |
| MTV 무비 어워드                                      | 2005년 6월 4일   | 최고의 영화상                                 | 스파이더맨 2                                                                                                  | 후보 |
| MTV 무비 어워드                                      | 2005년 6월 4일   | 최고의 악당상                                 | 앨프리드 몰리나                                                                                               | 후보 |
| 피플 초이스 어워드                                   | 2005년 1월 9일   | 좋아하는 영화상                               | 스파이더맨 2                                                                                                  | 후보 |
| 피플 초이스 어워드                                   | 2005년 1월 9일   | 좋아하는 영화 커플상                          | 토비 매과이어, 커스틴 던스트                                                                                  | 후보 |
| 피플 초이스 어워드                                   | 2005년 1월 9일   | 좋아하는 속편 영화상                          | 스파이더맨 2                                                                                                  | 후보 |
| 피플 초이스 어워드                                   | 2005년 1월 9일   | 좋아하는 악당 영화 스타상                     | 앨프리드 몰리나                                                                                               | 후보 |
| 새틀라이트상(국제비평가협회상)                       | 2005년 12월 17일 | 영화 부문 최우수 남우조연상                   | 앨프리드 몰리나                                                                                               | 후보 |
| 새틀라이트상(국제비평가협회상)                       | 2005년 12월 17일 | 최우수 촬영상                                 | 빌 포프, 아넷트 핼믹                                                                                          | 후보 |
| 새틀라이트상(국제비평가협회상)                       | 2005년 12월 17일 | 최우수 DVD 엑스트라상                         | 스파이더맨 2                                                                                                  | 후보 |
| 새틀라이트상(국제비평가협회상)                       | 2005년 12월 17일 | 최우수 영화 편집상                            | 밥 머로스키                                                                                                   | 후보 |
| 새틀라이트상(국제비평가협회상)                       | 2005년 12월 17일 | 최우수 음악상                                 | 대니 엘프먼                                                                                                   | 후보 |
| 새틀라이트상(국제비평가협회상)                       | 2005년 12월 17일 | 최우수 종합 DVD상                             | 스파이더맨 2                                                                                                  | 수상 |
| 새틀라이트상(국제비평가협회상)                       | 2005년 12월 17일 | 최우수 사운드상 (편집 & 믹싱)                 | 케빈 오코널, 그레그 P. 러셀, 제프리 J. 하보스, 조지프 가이징거, 폴 N.J. 오토손, 수전 듀덱                     | 후보 |
| 새틀라이트상(국제비평가협회상)                       | 2005년 12월 17일 | 최우수 시각효과상                             | 존 다익스트라, 스콧 스토크디크, 앤서니 라모리나라, 존 프레이저                                                | 후보 |
| 새턴상                                               | 2005년 5월 3일   | 최우수 남우주연상                             | 토비 매과이어                                                                                                 | 수상 |
| 새턴상                                               | 2005년 5월 3일   | 최우수 감독상                                 | 샘 레이미 | 수상 |
| 새턴상                                               | 2005년 5월 3일   | 최우수 DVD 스페셜 에디션 릴리즈상             | 스파이더맨 2                                                                                                  | 후보 |
| 새턴상                                               | 2005년 5월 3일   | 최우수 판타지 영화상                          | 스파이더맨 2                                                                                                  | 수상 |
| 새턴상                                               | 2005년 5월 3일   | 최우수 음악상                                 | 대니 엘프먼                                                                                                   | 후보 |
| 새턴상                                               | 2005년 5월 3일   | 최우수 스페셜 시각 효과상                     | 존 다익스트라, 스콧 스토크디크, 앤서니 라모리나라, 존 프레이저                                                | 수상 |
| 새턴상                                               | 2005년 5월 3일   | 최우수 남우조연상                             | 앨프리드 몰리나                                                                                               | 후보 |
| 새턴상                                               | 2005년 5월 3일   | 최우수 각본상                                 | 엘빈 사전트                                                                                                   | 후보 |
| 시각효과 소사이어티 어워드(시각효과 협회상)          | 2005년 2월 16일  | 올해의 최우수 싱글 시각효과상                 | 존 다익스트라, 리디아 보트고니, 댄 에이브럼스, 존 모노스                                                      | 후보 |
| 시각효과 소사이어티 어워드(시각효과 협회상)          | 2005년 2월 16일  | 최우수 영화 컴포지팅(합성)상                  | 콜린 드롭니스, 그레그 데로치, 블레인 케니슨, 켄 램                                                            | 수상 |
| 시각효과 소사이어티 어워드(시각효과 협회상)          | 2005년 2월 16일  | 실사 촬영 영화부문 최우수 환경 창작상         | 댄 에이브럼스, 데이비드 에머리, 앤드루 노럿, 존 하트                                                          | 수상 |
| 시각효과 소사이어티 어워드(시각효과 협회상)          | 2005년 2월 16일  | 시각효과 영화부문 최우수 남자연기상           | 앨프리드 몰리나                                                                                               | 수상 |
| 시각효과 소사이어티 어워드(시각효과 협회상)          | 2005년 2월 16일  | 영화 시각효과부문 최우수 스페셜 효과 서비스상 | 존 프레이저, 제임스 D. 슈발름, 제임스 네이글, 데이비드 앰본                                                   | 후보 |
| 시각효과 소사이어티 어워드(시각효과 협회상)          | 2005년 2월 16일  | 시각효과 위주의 영화부문 최우수 시각효과상    | 존 다익스트라, 리디아 보트고니, 앤서니 라모리나라, 스콧 스토크디크                                            | 후보 |
| 월드 스턴트 어워드                                   | 2005년 9월 25일  | 스턴트맨 부문 최우수 종합 스턴트상            | 크리스 대니얼스, 마이클 허그힌스                                                                              | 수상 |
| 월드 스턴트 어워드                                   | 2005년 9월 25일  | 최우수 스폐셜티 스턴트상                      | 팀 스톰스, 개러스 워런, 수지 박, 퍼트리샤 M. 피터스, 놉 필립스, 리사 호일, 케빈 L. 잭슨, 클레이 도너휴 폰테낫 | 후보 |
| 월드 스턴트 어워드                                   | 2005년 9월 25일  | 최우수 차량 스턴트 작업상                     | 테드 그리피스, 리처드 버덴, 스콧 로저스, 데린 프레스콧, 마크 노비                                             | 후보 |